# Шваппах, Адам
Адам Шваппах (нем. Adam Friedrich Schwappach; 1851—1932) — немецкий учёный-лесовод и педагог; профессор Гиссенского университета и Королевской лесной академии в Эберсвальде.

## Биография
Родился 2 ноября 1851 года в Бамберге.
В 1868—1870 годах учился в Лесной академии в Ашаффенбурге; в 1870—1871 годах занимался в Мюнхенском университете и в 1872 году защитил диссертацию.
С 1876 года был ассистентом в химической лаборатории Лесной академии в Ашаффенбурге; читал в ней лекции по истории леса и основам экономики. В 1878 году был назначен в лесное управление королевского правительства Нижней Франконии в Вюрцбурге.
С 1881 года — профессор Гиссенского университета; в 1882 году отказался от должности в Цюрихском университете; с 1886 года — профессор и заведующий лесной частью опытной станции Королевской лесной академии в Эберсвальде.
Умер 9 февраля 1932 года в Эберсвальде.
Высокая научная репутация в Германии и за границей была отражена в многочисленных признаниях и наградах.